# Ernst Steinitz
Ernst Steinitz (Siemianowice Śląskie, 13 de junho de 1871 — 29 de setembro de 1928) foi um matemático alemão.
Em 1910 Steinitz publicou o artigo Algebraische Theorie der Körper (Journal für die reine und angewandte Mathematik (1910), 167–309). Estudou neste artigo axiomaticamente as propriedades de corpos e definiu conceitos fundamentais, como corpo perfeito e grau de transcendência de uma extensão de corpo. Steinitz provou que todo corpo tem um fecho algébrico. Ele também fez contribuições fundamentais à teoria dos poliedros: o teorema de Steinitz para poliedros é que os 1-esqueletos de poliedros convexos são exatamente os grafos planares gráficos planares 3-conectados. Seu trabalho nesta área foi publicado postumamente como um livro de 1934, Vorlesungen über die Theorie der Polyeder unter Einschluss der Elemente der Topologie, por Hans Rademacher.

## Publicações selecionadas
- com Hans Rademacher, Vorlesungen über die Theorie der Polyeder unter Einschluss der Elemente der Topologie, Reprint der Ausgabe von 1934, Springer Verlag, 1976, (Die Grundlehren der mathematischen Wissenschaften in Einzeldarstellungen mit besonderer Berücksichtigung der Anwendungsgebiet) ISBN 0-387-06293-9
- Algebraische Theorie der Körper, Neu hrsg., mit Erl. Ernst Steinitz. Mit einem Anhang: Abriss d. Galoisschen Theorie von Reinhold Baer und Helmut Hasse - Berlin : W. de Gruyter & Co., 1930. Erschien zuerst im Journal für die reine und angewandte Mathematik, Band 137, S. 167–309, 1910.
- Zur Theorie der Moduln, Mathematische Annalen, Volume 52, p. 1–57, 1899
- Zur Theorie der Abelschen Gruppen, Jahresbericht der Deutschen Mathematiker-Vereinigung, Volume 9, p. 80–85, 1901